# Conques (Conca Dellà)
|  | Aquest article tracta sobre la vila. Si cerqueu l'antic municipi d'aquest nom, vegeu «Conques (Conca Dellà)». |

La vila de Conques era el cap de l'antic terme municipal de Conques, un dels sis termes ajuntats el 1970 al d'Isona per tal de formar el nou terme municipal d'Isona i Conca Dellà (els altres foren Benavent de Tremp, Figuerola d'Orcau, Isona, Orcau i Sant Romà d'Abella).

## Etimologia
El topònim Conques és un mot romànic amb el mateix significat actual, que ja apareix, llatinitzat, des de principis del segle xi, en les formes Concas, Conchas i Chonchas. Mentre pervisqué la influència llatina en la documentació es mantingueren aquestes dues grafies; després, amb l'entrada de l'ús del català en la documentació escrita, passaren a alternar-se les formes Conques i Concas o Conchas, per anar-se afermant la grafia catalana correcta, la qual, ajudada per la pronúncia dialectal, fou la definitivament adoptada, fins i tot en documents més tardans redactats en castellà.
És un nom del tot descriptiu de la realitat geogràfica de la vila: és en una conca que pertany a una altra conca, la Conca Dellà.
La varietat de grafies de la vila, al llarg dels anys és gran: amb la forma Concas, està documentat el 1056; amb Conches, el 1097; amb Conchis el 1180; amb Conchas, el 1359…

## La vila de Conques
Aquesta vila es troba en un lloc molt adequat per al seu nom, arrecerada a tramuntana pel Mont de Conques i sota mateix del castell de Conques, que és, de fet, l'origen de la població. La primitiva església parroquial, romànica, de Sant Sadurní del Castell de Conques era dins del recinte del castell. Allà és també on hi havia hagut el convent de clarisses de Santa Maria de Conques, acollit en el castell abandonat.
El nucli primitiu de Conques era entre l'actual emplaçament de la vila i del castell, en el coster que els uneix. En queden restes, però molt fragmentàries que, tanmateix, testimonien el poblament primitiu en aquest lloc.

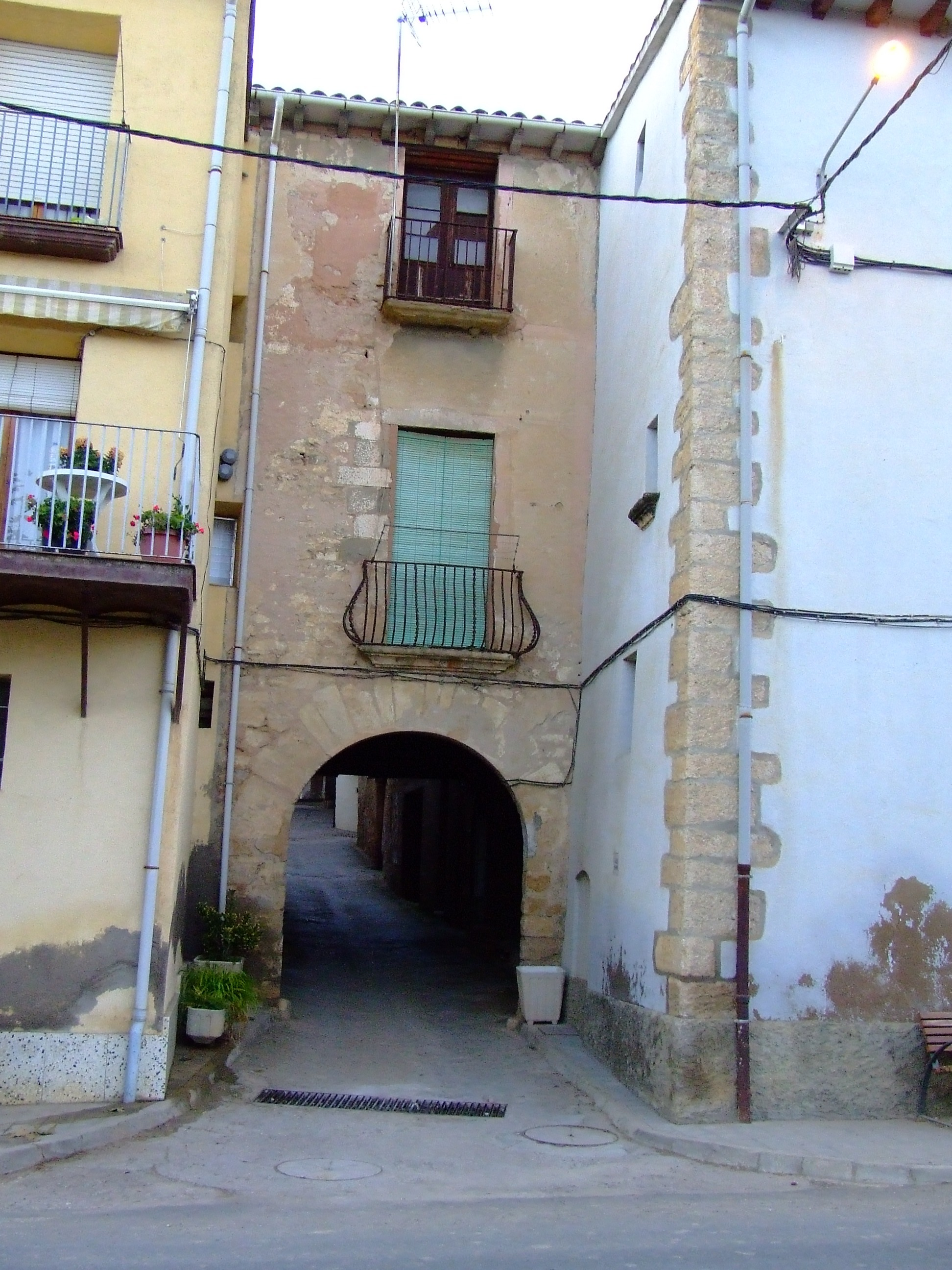
El Portal de la Font.

La vila s'anà formant als peus del castell, i havia estat una vila murada a l'estil de Figuerola d'Orcau, de la qual queda poca cosa, ja que entre març del 1938 i gener del 1939 estigué enmig del front del Pallars, amb els exèrcits franquistes instal·lats al Mont de Conques i a Figuerola d'Orcau i els republicans a Isona i al Cap de la Serra, just davant del poble. La població va patir molt els efectes de la guerra i quedà molt destruïda. Tot i això, a la zona del nord de la carretera, encara es poden veure algun dels carrers sota porxos, com el mateix carrer Major, una plaça porticada i tres portals d'accés a l'interior de la vila closa.

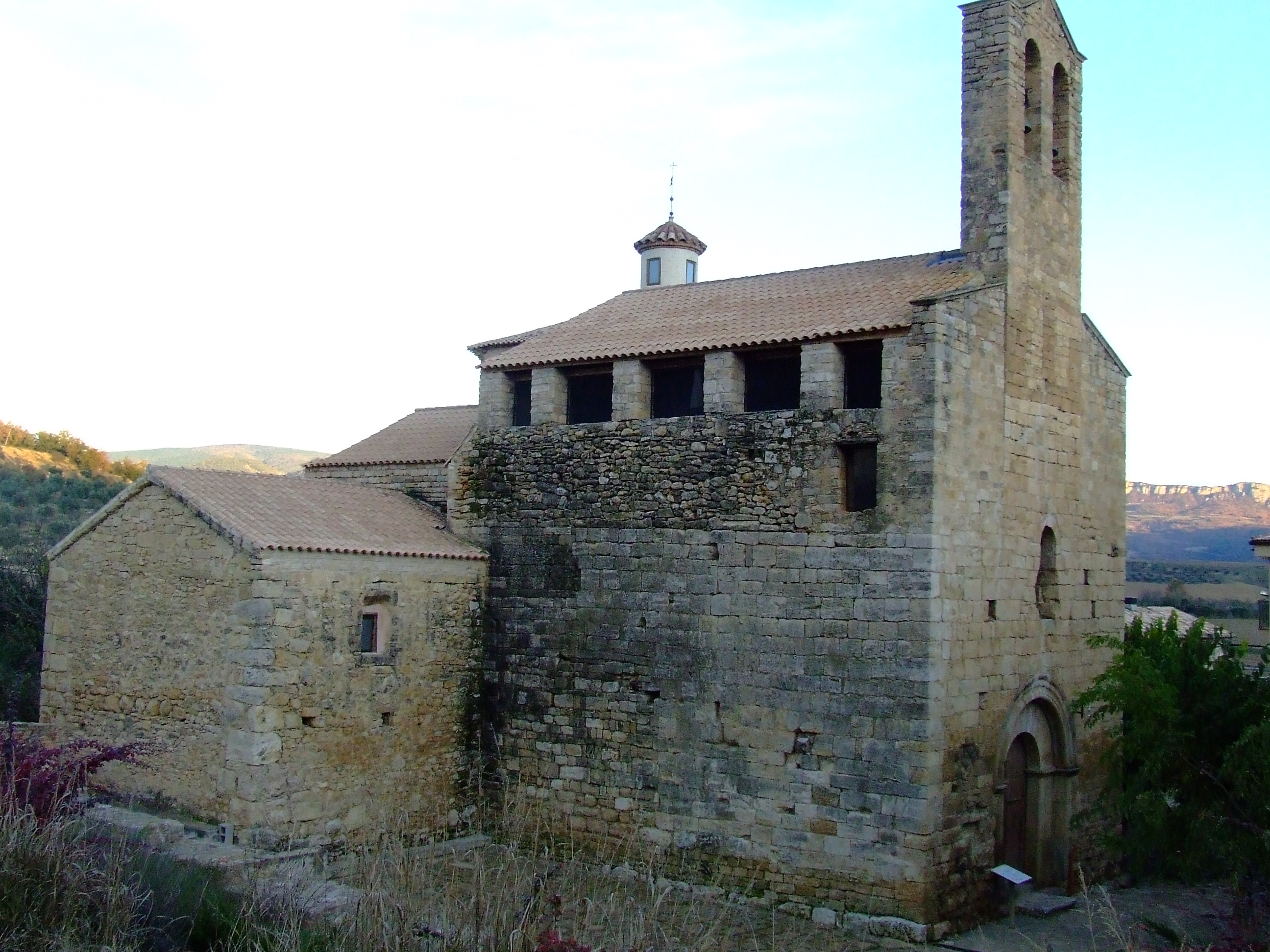
L'església parroquial de Sant Miquel de Conques.

A l'extrem nord de la vila hi ha l'església parroquial romànica de Sant Miquel de Conques, on es conserven una Mare de Déu romànica, del segle xii, procedent de la capella de les Esplugues, i la talla gòtica del Crist de Covet, molt venerat a tota la comarca.
A peu de carretera, al bell mig del poble, hi ha la font pública, esfèrica, que és una rèplica de mida bastant més petita, de la font de Prades. Va ser construïda el 1928 per un veí de la vila, que la donà a la comunitat.

## Història
La vila de Conques és documentada des del 1033, i el castell des del 1055. A més, per la seva situació, sembla correspondre al lloc de Palau, esmentat en documents medievals.
El castell de Conques, abans de ser incorporat a la baronia d'Orcau, era un castell termenat, que confrontava a llevant amb el de Llordà i el de Biscarri, a migdia i ponent amb els de Llimiana i Mur, i a tramuntana amb els d'Orcau, Basturs i Abella.
Des dels seus inicis, el castell de Conques apareix lligat als comtes de Barcelona, als quals hagueren de reconèixer la jurisdicció els d'Urgell, El castlà de Conques en aquell moment (entre 1053 i 1071 era Bernat Guillem i la seva muller Ademar, i el fill de la primera dona, Borrell). El 1067 la comtessa Sança d'Urgell reconegué la senyoria superior dels de Barcelona, però en retingué la senyoria directa.
El 1281 Ramon d'Orcau, baró d'Orcau, adquirí Conques i convertí el seu castell en la seva segona vila, passant aviat per davant de la tradicionalment considerada cap dels seus territoris: Orcau. Conques era en lloc més ben comunicat.
Dona testimoni de la importància comarcal que adquirí Conques a les darreries de l'edat mitjana el fet que acollí l'únic convent de monges clarisses dels Pallars, Santa Maria de Conques. Fou establert vers 1342 pels barons d'Orcau, i protegit per l'infant Enric d'Aragó el 1483, quan el va posar sota l'empara reial. Fou, tanmateix, de vida efímera, ja que el papa Urbà VIII el suprimí el 1634, pel fet que ja havia estat abandonat per la comunitat i l'edifici era mig en ruïnes. També hi havia hagut l'Hospital de pobres.
Al llarg de la història, Conques ha jugat papers importants en diferets moments, com es veurà tot seguit. Ha estat en més d'un període el nucli de població amb més habitants, tot i que a la segona meitat del segle xx i primers anys del XXI ha esdevingut, per població, un dels menys poblats dels entorns.

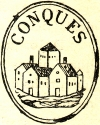
Segell municipal de vers el 1900

El 1380 ja se li coneixen 60 focs (uns 300 habitants), i 68 el 1553. Durant el segle xviii, com moltes poblacions de Catalunya, sofreix un ascens considerable, després de la fortes crisis dels segles anteriors: si el 1718 hi consten 160 persones, el 1787 ja en són 519, que van en augment fins al 1860, en què s'arriba als 700 habitants. És el moment en què Conques és una de les tres subseus a la comarca del partit judicial de Tremp.
El 1911 Conques consta de 538 habitants segons l'estadística eclesiàstica.
L'actual disminució de població va ser deguda a l'emigració cap a les repúbliques Amèricanes. S'ha de destacar que l'emigracio va ser causada per la fil·loxera, que va destruir la vinya del país de la Conca de Tremp, que era la font principal de la riquesa.
Fins al 1831, any d'extinció dels senyorius, Conques pertangué als barons, després comtes, d'Erill, que havien integrat entre les seves pertinences la baronia d'Orcau.
A mitjan segle xix Pascual Madoz o algun dels seus col·laboradors elabora l'informe de Conques que apareix en el Diccionario geográfico...: la vila és en el mont del seu mateix nom, amb exposició al sud, en part en zona plana i en part en un coster. El clima és fred, sa, i l'horitzó clar; no hi ha altres malalties que algunes d'intermitents i les gàstriques, produïdes, segons interpreta Madoz, pel cànem que es collia al terme i per la ingesta de fruita mal adobada.
Parla de l'existència antigament de 700 cases i un convent de monges en el poble, que havien quedat reduïdes a 86, totes de pedra i de dos pisos, la meitat de bona estructura interior i la resta molt reduïdes i miserables, de les quals 82 estan agrupades en el nucli de Conques i les altres 4 disperses pel terme. Les cases estaven distribuïdes en carrers costeruts i mal empedrats, llevat del carrer principal, que és pla i empedrat. A cada extrem hi havia una plaça: a llevant, la de Sant Miquel, i a ponent, la del Portal Nou. Parla també dels porxos de la vila, que hacen algo grato su aspecto. Hi havia la casa de la vila, una presó en molt mal estat i l'escola de primeres lletres, que es paga amb els diners del lloguer del forn i de l'explotació de terres comunals, a la qual assistien a l'hivern 60 alumnes, i a l'estiu 30. Tanca l'article dient que Conques tenia 82 veïns (caps de família) i 490 ànimes (habitants).

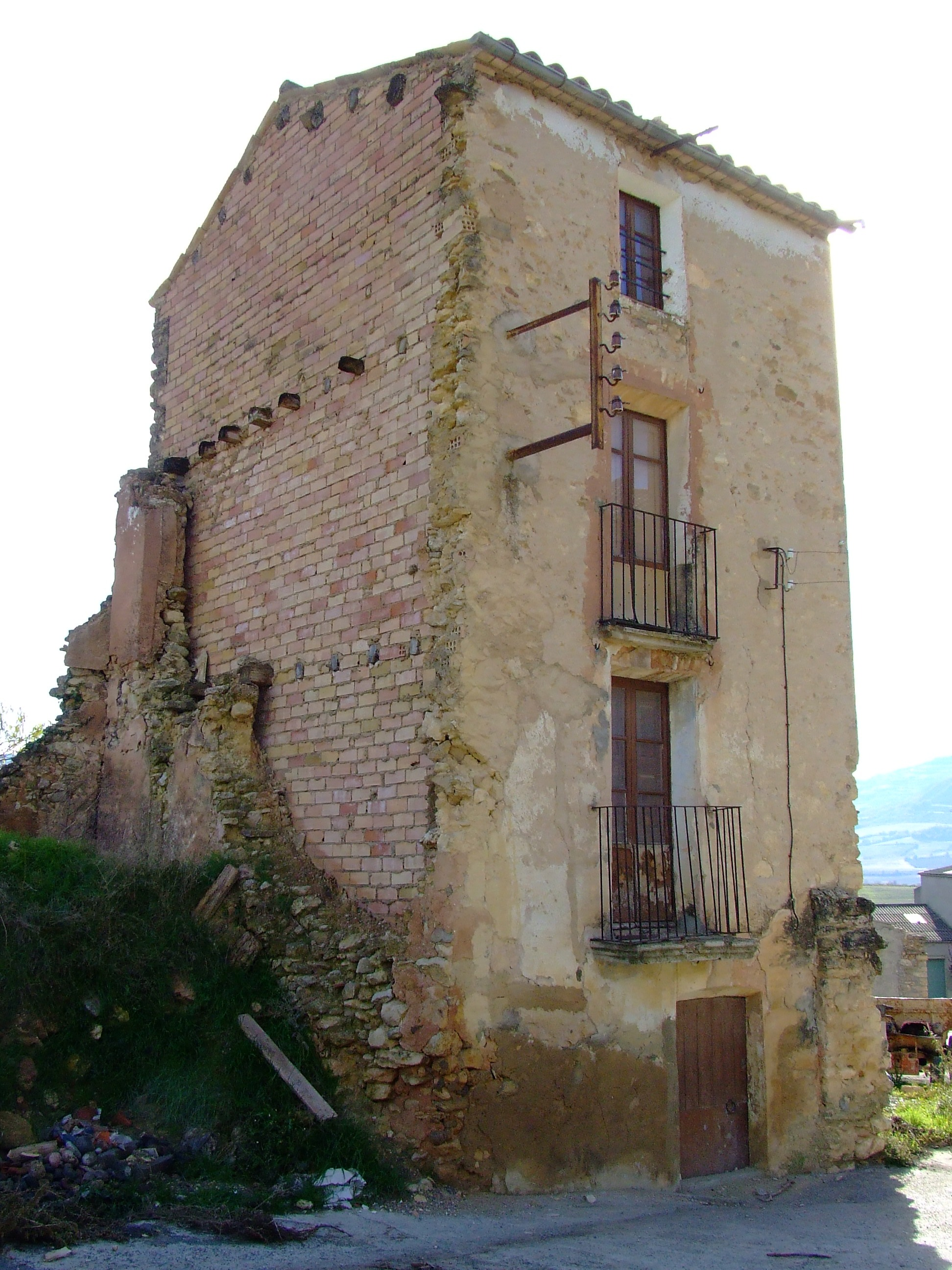
Una casa supervivent dels bombardeigs del 1938.

Tot seguit, però, començà la davallada que ha perdurat fins als nostres dies: 437 h. el 1900, 332 el 1910, 276 el 1936, 244 el 1950, 163 el 1970 i 161 el 1981. En l'actualitat, compta amb 124, extrets del padró del 2006.
El 1938 Conques quedà en terra de ningú entre les posicions franquistes, que eren al Mont de Conques i a Figuerola d'Orcau, i les republicanes, amb seu a Isona. Fou quasi un any de combats i bombardejos sovintejats, que provocaren grans destrosses. En els informes de l'organisme anomenat Regiones devastadas, Conques consta, el setembre del 1939 amb 4 edificis en ruïnes i 95 amb diversos danys, dels 235 de la vila. Cal dir que s'hi fa constar que els mateixos veïns ja havien rehabilitat diverses cases. En el Mont de Conques quedaren nombroses restes de la guerra, com diversos búnquers i nius de metralladores, fàcilment visitables actualment pels excursionistes.

## Activitat econòmica
Temps enrere, Conques havia acollit una interessant activitat preindustrial: al segle xviii hi són censats vint teixidors de lli i quatre de llana, dos filadors de seda, alguns cardadors, un molí de nocs o bataner (molí que amb la força hidràulica sotmetia la llana a un dels passos que calia seguir en la seva preparació abans de teixir), i una mina de carbó.
Quan visita Conques Pascual Madoz, a mitjan segle xix, constata que a Conques es produïa blat, sègol, civada, ordi, mongetes i llegums, llana, cànem, vi i oli, del qual fa l'observació que les grans glaçades del 1827 havien malmès, de forma molt considerable, les oliveres, i en aquell moment la producció d'oli era escassa. Madoz també parla de l'existència de fleca, botiga, hostal i taverna, comunals, l'explotació dels quals establiments es treia a subhasta cada any.
També hi havia en aquell moment el Molí de Codina, mogut amb les mateixes aigües de les font públiques de la vila, i s'hi celebraven diverses fires anuals: per Sant Antoni (17 de gener), al voltant del bestiar porcí, el quart diumenge de quaresma i el 14 de setembre. Avui dia no se'n celebra cap. També s'hi feia mercat dos dies a la setmana.
En l'actualitat, el terme de Conques no es diferencia gaire econòmicament de la resta del seu terme municipal actual: granges porcines molt adaptades als processos industrialitzadors actuals, i explotació agrària extensiva quan el terreny ho permet. Els mercats i fires on concorren els habitants de Conques són el d'Isona i el de Tremp.

## Festes i tradicions
Conques era una vila amb diverses tradicions populars, de les quals quasi no es conserva memòria avui dia. Per un costat, el divertiment habitual del jovent era cantar cançons a les noies, cançons de ronda, de les quals se n'han conservat algunes. Es cantaven principalment dies abans de la Festa Major.
Durant la Festa Major es ballava el Ball del cabaler. El ballaven els nois que, en casar-se, abandonaven la casa pairal, atès que no eren els hereus. Aquesta Festa Major actualment se celebra el diumenge abans del 14 de setembre
El dilluns de Pasqua Florida se celebra a la Mare de Déu de les Esplugues un aplec, molt popular a Conques i la resta dels pobles de la Conca Dellà. És la Festa Major petita.
El dia de Sant Miquel, 29 de setembre, se celebra la festa patronal de la parròquia.
Existeixen diverses llegendes a Conques, la majoria relacionades amb el senyor feudal, o les monges clarisses: túnels suposats, aplicació del dret de cuixa, que, com se sap, no va existir mai a casa nostra, etcètera.

## Serveis turístics
A l'antic terme de Conques hi ha dos serveis de caràcter turístic: Ca l'Estudiant i Casa Ramona, cases rurals.

## Comunicacions
Està comunicat per les carreteres comarcals C-1412b i C-1412bz amb Isona, i Tremp. Per pistes rurals en bon estat, amb les granges del seu terme.
Pel que fa a mitjans de transport públic, Conques compta amb parada de l'autobús de la línia Barcelona - la Pobla de Segur, amb un servei al dia en direcció a Barcelona, al matí ben d'hora, i un altre a mitja tarda en direcció a la Pobla de Segur. També hi passa la línia Barcelona - el Pònt de Rei, amb dos autocars a mig matí en direcció a la Vall d'Aran (un d'ells té el final de trajecte a Esterri d'Àneu), i dos a primera hora de la tarda cap a Barcelona.